# Ernst Albrecht von Eberstein
Ernst Albrecht von Eberstein (6. juni 1605 – 9. juni 1676) var officer af frankisk adelsslægt og deltog på dansk side i Karl Gustav-krigen, hvor han bidrog væsentligt til sejren ved slaget ved Nyborg.
Eberstein begyndte tidligt i krigshåndværket og nåede at gøre hele trediveårskrigen (1618-1648) med, idet han kæmpede på begge sider og avancerede fra page i 1620 til feltmarskal-løjtnant hos kejser Ferdinand 3. i 1648.
I 1657 antages han af Frederik 3. til med sin krigserfaring at bistå i Karl Gustav-krigen. Hans første opgave bliver at hverve to regimenter. Den 13. januar 1658 indtræder han i det nyoprettede krigskollegium, hvor det besluttes, at han skal have kommandoen på Sjælland. Isvinteren gør det muligt for Karl Gustav at krydse Storebælt. Isen forpurrer forsvarsplanerne, og Danmark indgår freden i Roskilde.
Freden holder ikke, og efter Gyldenløves død konkurrerer Eberstein og Hans Schack om styringen af den danske hær – en kamp Schack vinder i kraft af et bedre forhold til kongen. Efter kampen følte Eberstein sig tilsidesat og krænket, og der er et anspændt forhold mellem dem. Af temperament er de også meget forskellige; "den kølige, afmålte og næsten flegmatiske Schack" versus en Eberstein, som var "rastløs og impulsiv og af et noget opfarende temperament".
Ved slaget ved Nyborg den 14. november 1658 kæmper de to rivaler side om side og vinder en afgørende sejr over svenskerne, hvad der dog ikke bedrer forholdet mellem dem.
Efter krigen får Eberstein kommandoen i Holsten uden at stå under Schacks overkommando, men han er utilfreds og søger flere gange sin afsked, da kongen hverken vil opfylde hans krav om at slippe for krigskollegiets overkommando eller give ham samme rang som Schack.
I 1665 afgår han fra dansk krigstjeneste og ansættes umiddelbart efter i Sachsen som generalfeltmarskal. I 1676 dør han på sit gods Neuhaus.